# Pla Madagascar
El Pla Madagascar va ser un projecte polític del govern de l'Alemanya Nazi per recol·locar la població jueva d'Europa a l'illa de Madagascar.

L'illa de Madagascar, a la costa oriental africana

## Orígens
L'evacuació dels jueus europeus a l'illa de Madagascar no era una idea nova. L'acadèmic antisemita alemany Paul de Lagarde havia considerat la idea ja el 1885, i a la dècada dels 20 va ser recuperada per Henry Hamilton Beamish, Arnold Leese, Lord Moyne. L'Alemanya Nazi s'hi fixà, i al maig de 1940, en les seves "Reflexions sobre el Tractament dels Pobles d'Altres Races a l'Est", Heinrich Himmler declarà: espero que el concepte dels jueus s'extingui completament mitjançant la possibilitat d'una gran emigració de tots els jueus a l'Àfrica o a qualsevol altra colònia.
Tot i que ja des de 1938 altres ideòlegs nazis opinaren sobre aquest pla, com Julius Streicher, Hermann Göring i Joachim von Ribbentrop, no va ser fins al juny de 1940 quan el pla realment es posà en marxa. La victòria sobre França era imminent, i era clar que totes les colònies franceses passarien ben aviat al control alemany, i el Pla Madagascar podria esdevenir una realitat. També es veia que un potencial tractat de pau amb la Gran Bretanya, que poques setmanes després patiria l'experiència dels bombardeigs aeris alemanys durant la batalla d'Anglaterra i que els alemanys creien que es rendirien tan ràpidament com els francesos, posaria la marina britànica a disposició alemanya per ser emprada durant l'evacuació.

## Plans inicials
Un buròcrata ambiciós anomenat Franz Rademacher, qui feia poc que havia estat nomenat cap del Judenreferat III der Abteilung Deutschland (Departament Jueu del Ministeri d'Afers Exteriors), que presentà el pla a debat el 3 de juny de 1940, amb un memoràndum al seu superior, Martin Luther. El memoràndum incloïa una definició de la mecànica de l'evacuació dels jueus fora d'Europa. Rademacher exposava la divisió dels jueus orientals i occidentals. Els jueus orientals, deia, eren la font de la intel·ligència militant jueva, i havien de ser mantinguts a mà a Lublin, Polònia, per a ser emprats com a ostatges davant els jueus americans. Els jueus occidentals, en canvi, havien de ser eliminats enterament d'Europa, a Madagascar, per exemple.
Al rebre el memoràndum, Luther ho discutí amb el Ministre Ribbentrop. El 18 de juny, el mateix Hitler, així com Ribbentrop, parlaren del Pla amb Mussolini en referència al destí de França després de la seva desfeta. El 20 de juny, Hitler en parlà directament amb el Großadmiral Erich Raeder.
Un cop vist el nou potencial del Pla, Reinhard Heydrich, nomenat el 1939 per Göring per supervisar l'evacuació dels jueus del territori ocupat pels alemanys, havia abandonat a Ribbentrop per a qualsevol acció futura del RSHA. Aquí, Adolf Eichmann, qui encapçalava l'oficina de l'evacuació jueva al RSHA, començà la seva participació. El 15 d'agost, Eichmann presentà un esborrany titulat Reichssicherheitshauptamt: Madagaskar Projekt, on reclamava el reassentament d'un milió de jueus a l'any en un programa de 4 anys, i abandonava la idea de retenir qualsevol jueu a Europa. El RSHA, enfatitzava, controlaria tots els aspectes d'aquest programa.
La majoria dels oficials nazis, especialment les autoritats del Govern General (incloent a Hans Frank), veien el reassentament forçat de 4 milions de jueus a Madagascar infinitament millor que no pas la deportació a Polònia. Així doncs, el 10 de juliol, totes les deportacions van ser cancel·lades i es va aturar la construcció del ghetto de Varsòvia, ja que llavors no es veia com a necessari.

## La logística
Rademacher visionà la fundació d'un banc europeu que liquidaria tots els dipòsits jueus a Europa per tal de sufragar el pla. Aquest banc llavors exerciria un paper d'intermediari entre Madagascar i Europa, i els jueus no podrien treballar financerament amb altres entitats. L'oficina de Göring del Pla Quatrienal supervisaria l'administració de l'economia del Pla.
A més, Rademacher preveia la participació d'altres agències governamentals. El Ministeri d'Exteriors negociaria el tractat de pau amb França que resultaria en el lliurament de Madagascar a Alemanya. També jugarien un paper en l'elaboració d'altres tractats per fer front als jueus europeus. El seu Departament d'Informació, juntament amb Joseph Goebbels i el Ministeri de Propaganda, controlarien la informació local i a l'estranger amb relació a la política. Victor Brack, de la Cancelleria del Führer, supervisaria el transport. Les SS s'encarregarien de l'expulsió dels jueus d'Europa, i finalment governarien l'illa tal com en un estat policial. Ningú mai no es va preguntar com encaixaria aquest pla amb la població nativa de Madagascar.
Els alemanys desitjaven que la resta de països tinguessin la percepció que Alemanya donava autonomia a l'assentament jueu de Madagascar. No obstant això, Eichmann va deixar clar en el seu projecte que les SS controlarien i supervisarien totes les organitzacions jueves que es creessin per governar l'illa.

## Abandonament del pla
A finals d'agost de 1940, Rademacher demanà a Ribbentrop que se celebrés una reunió al seu ministeri perquè un comitè d'experts comencessin a esbossar la consolidació del Pla. Ribbentrop mai no va respondre. Així mateix, el projecte d'Eichmann llanguia amb Heydrich, qui mai no el va aprovar. El ghetto de Varsòvia es va acabar i s'inaugurà a l'octubre. Les expulsions de jueus del territori alemany cap a Polònia es reprengueren a finals de la tardor de 1940 i fins a la primavera de 1941.
La resistència de la Gran Bretanya durant la Batalla d'Anglaterra, i el fracàs alemany a aconseguir una ràpida victòria el setembre va ser les causes finals per a l'abandonament de Pla. La flota britànica no estaria a disposició dels alemanys per emprar-se en les evacuacions; la guerra continuaria indefinidament. Durant els mesos següents, en algunes ocasions encara se citava a Madagascar com un "gran ghetto", però a inicis de desembre, el Pla s'abandonà definitivament. Quan els britànics i les Forces de la França Lliure van capturar Madagascar a les tropes de Vichy el 1942, es va posar final a totes les converses sobre el Pla.
El fracàs del Pla Madagascar, i els eventuals problemes logístics de la deportació en general, portarien en darrera instància a la concepció de l'Holocaust com a Solució Final de la Qüestió Jueva.